# Parafia Matki Boskiej Nieustającej Pomocy w Pyskowicach
Parafia Matki Boskiej Nieustającej Pomocy – rzymskokatolicka parafia znajdująca się w Pyskowicach. Parafia należy do diecezji gliwickiej i dekanatu Pyskowice. Erygowana 5 września 1993 r.